# Lee Naylor (atletinja)
Lee Michelle Naylor, avstralska atletinja, * 26. januar 1971, Shepparton, Viktorija, Avstralija.
Nastopila je na poletnih olimpijskih igrah v letih 1996 in 2000, obakrat se je uvrstila v četrtfinale teka na 400 m. Na svetovnih prvenstvih je v štafeti 4x400 m leta 1995 osvojila bronasto medaljo, na igrah Skupnosti narodov pa zlato medaljo v isti disciplini leta 1998. 